# Storytelling (näringsliv)
Storytelling är en gren inom marknadsförings- och upplevelseindustrin som går ut på att bygga försäljningen för exempelvis en restaurang eller ett hotell kring en historia. Dramaturgin bygger på något som folk vet, tror sig veta eller känner igen. Syftet är att förstärka och förhöja upplevelsen av ett varumärke, ett företag eller en organisation. 
Storytelling har blivit något av ett modeord.[när?] Egentligen handlar det om en gammal tradition av att berätta i ord, bilder, symboler och känslor.
Arbetet med storytelling mynnar ut i en emotionell affärsplan, som utifrån mjuka värden visar vägen för berättelsen om ett varumärke. När det är klart faller övriga bitar på plats. Inredningen blir självklar, liksom marknadsföring, grafisk formgivning och övriga detaljer. Även personalens beteende och attityd växer fram ur manuset.
Storytelling har historiskt sett främst använts inom hotell-, restaurang- och destinationsbranschen , men numera används tekniken av alla företag som anser sig tillhöra upplevelseindustrin. 

## Corporate storytelling
Corporate Storytelling, eller Storytelling in Organizations, är de internationella begreppen för en kommunikationsteknik som under 2000-talets första år kommit till Sverige. Begreppen används i dag även på svenska och innebär en verksamhet som anser att varje företag och organisation har berättelser, ett slags berättarkapital, som kan skördas och användas för att utveckla verksamheten och nå framgång och bättre effektivitet.
Till skillnad från påhittade budskap och slogans syftar corporate storytelling till att använda berättelser om händelser som är sanna.
När en organisation använder sig av corporate storytelling så innebär det att organisationen anser att de sanna berättelserna i organisationens kultur kan användas för att stärka organisationen, underlätta rätt rekrytering och addera värden till varor och tjänster. Corporate storytelling används särskilt för att visa emotionella värden och visa organisationens värderingar.
Corporate storytelling förekommer sedan 2005 också i kurser på svenska universitet och högskolor. 
IKEA och SAS Sverige tillhör de svenska företag som använder sig av Corporate storytelling.